# جمرك
الجُمْرُك (ج جمارك) أو الكُمرُك (بالتركية: Gümrük)‏ أو الديوانة (بالفرنسية: Douane)‏ أو المَكْس أو دار المكس (ج مُكُوس) هي مصلحة ذات طابع اقتصادي وأمني مكلفة بمراقبة المبادلات التجارية على الحدود وجباية الضرائب على الواردات.
تباشر الجمارك دورا مهما في دعم الاقتصاد المحلي، من حيث جذب المستثمرين وحماية المنتج المحلي والتصدي لعمليات التهريب، في المنافذ البرية والبحرية والجوية. وتكلف أيضا بالسهر على حماية البلاد من نقل المواد الممنوعة والضارة وبمراقبة عبور السلع والأفراد.
يخضع نشاط الجمارك للقوانين والأحكام المحلية، وفي بعض الأحيان للاتفاقيات الدولية (منظمة التجارة العالمية، اتفاقيات التبادل الحر...)

## تاريخ المكوس

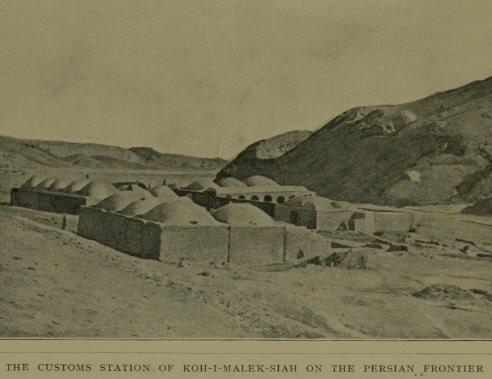
نقطة جمركية على الحدود الفارسية، التُقطت الصورة عام 1909.

معنى مكس في العربية هي الظلم والنقص وهي دراهم كانت تأخذ من البائع في الجاهلية. وبمعنى آخر يقصد بالمكوس الضرائب والجمارك أو العشر الذي كان يأخذ بغير وجه حق. في العصور الوسطى كان الإقطاع هو النظام الاقتصادي السائد في أوروبا، حيث تتوزع الأرض الزراعية على السلطان والأمراء والفرسان، وتبعا لذلك كان يتم توزيع الضرائب أو المكوس ويقوم بتحصيلها بعض الأمراء لصالح الدولة.

## أهمية إدارة التفتيش الجمركي

الاتحادات الجمركية حول العالم

تكمن أهمية إدارة التفتيش الجمركي في التالي:
- منع دخول أو خروج الممنوعات والمقيدات من البضائع التي لا تجيزها القوانين والتشريعات في البلاد.
- وضع الخطط والسياسات التي تحد من عمليات التهريب الجمركي.
- تطبيق أنظمة التخليص الجمركي على البضائع في الحدود المسموح بها.
- منع التحايل والتقليد والغش التجاري .

## اقرأ أيضا
- ضريبة على البضائع
- وسيط جمركي

## وصلات خارجية
- الجمارك الأردنية
- مصلحة الجمارك الليبية
- مصلحة الجمارك الجزائرية
- مصلحة الجمارك السعودية
- جمارك الشارقة
- مصلحة الجمارك المصرية
- الجمارك المغربية
- الجمارك العمانية
- الجمارك القطرية
- الجمارك البحرينية
- جمارك دبي
- الجمارك الكويتية